# 梓人遗制

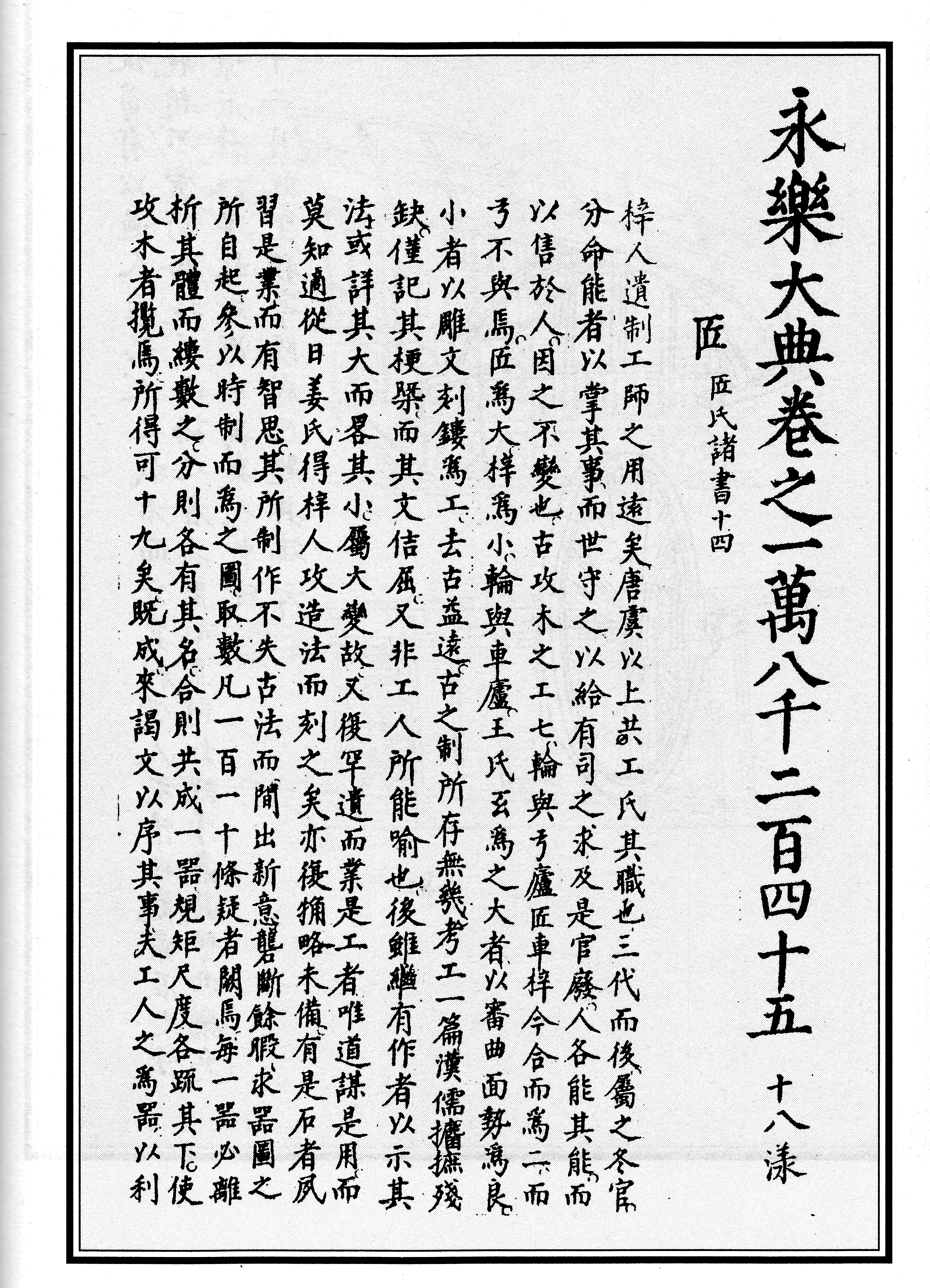
梓人遗制

《梓人遗制》是元代薛景石在1264年撰写的一部关于小木作的著作。原本失，仅有部分见《永乐大典》残卷18245匠字册和3518门字册中。匠字册前附有段成已写的序言，其中说明“匠”代表“以审曲面势为良”的大木作，而“梓”代表“以雕文刻缕为工”的小木作。
《匠》册内容包括《五明坐车子》、《华机子》、《泛床子》、《立机子》、《罗机子》、《小布卧机子》、《提花机》等。
《门》字册包括版门、格子门。其中格子门的图案，包括方胜、万字、艾叶、满天星、龟背等，远比宋李诫《营造法式》相关内容丰富。